# Argopistes gourvesi
Argopistes gourvesi es un coleóptero de la familia Chrysomelidae. Fue descrita en 1979 por Samuelson.